# イ・ジヌ
イ・ジヌ（朝: 이진우、朝: 李津宇、英: Lee Jin-woo、2004年9月13日 - ）は、韓国のアイドル。男性アイドルグループ・GHOST9、TEEN TEENのメンバーである。マル企画所属。韓林演芸芸術高等学校卒業。身長182cm。血液型A型。

## 来歴

### 2019年
5月3日 - 5月17日、Mnet放送ののオーディション番組『PRODUCE X 101』に出演し、最終順位22位。
9月18日、イ・ウジン、イ・テスンと共にボーイズグループ・TEEN TEENのメンバーとしてミニアルバム『VERY, ON TOP』を発売し、デビューした。

### 2020年
8月27日、マル企画が準備するボーイズグループにジヌを含むTEEN TEENのメンバーが合流することを発表。
9月23日、ボーイズグループ・GHOST9のメンバーとしてミニアルバム「PRE EPISODE 1 : DOOR」を発売し、デビューした。

## 作品

### 参加楽曲

#### PRODUCE X 101
- 2019年3月21日 - X1-MA「_지마 (X1-MA)」
- 2019年7月5日 - PRODUCE X 101 - 31 Boys 5 Concepts「이뻐이뻐 (Pretty Girl)」

## 出演

### テレビ番組
- PRODUCE X 101（2019年、Mnet）

### ウェブドラマ
- 너라서 좋아（2020年、HanlimTV[注 1]）

## 関連映像
| - テーマ曲「_지마（X1-MA）」 - 事務所別評価「누난 너무 예뻐(Replay) - グループバトル評価「일곱 번째 감각 (The 7th Sense) - ポジション評価「나의 사춘기에게(To My Youth)」 - コンセプト評価「이뻐이뻐(Pretty Girl)」 |